# Fietsen naar de maan
Fietsen naar de maan is een Nederlandse film uit 1963 van Jef van der Heyden, gebaseerd op een scenario van hemzelf. De film heeft als internationale titel Bicycling to the Moon.
De film is nooit uitgebracht op video, omdat er een ruzie heerste tussen regisseur en producer. In 2015 verscheen een dvd-uitgave. Het was de debuutfilm van Jeroen Krabbé, die als leerlingdecorateur meespeelt.
Tagline - Honderd meter rechtsaf vindt u het geluk, wij grijpen naar het ongrijpbare en zoeken naar het geluk, wij allen willen fietsen naar de maan.

## Verhaal
Drie broers worstelen met de eigenschappen van hun overleden vader. Maar waar hun vader er wel mee overweg kon lijken de broers het niet te kunnen, daarbij hebben ze nog hun eigen bezigheden, Evert is een artiest, Dick een zakenman en Henk de oudste is heel erg onhandig in het dagelijks leven. dit leidt tot diverse komische taferelen.

## Rolverdeling
| Acteur            | Personage    |
| ----------------- | ------------ |
| Johan Walhain     | Dick Egmond  |
| Ton Lensink       | Evert Egmond |
| Bernhard Droog    | Henk Egmond  |
| Michiel Kerbosch  | Joost        |
| Ingeborg Elzevier | Wilma        |
| Rudi Falkenhagen  |              |
| Ab Abspoel        |              |
| Bob Beers         |              |
| Jeroen Krabbé     |              |
| Lex Goudsmit      |              |
| Sara Heyblom      |              |
| Mario Welman      |              |